# Trasporti in Suriname
Questa voce raccoglie le principali tipologie di Trasporti in Suriname.

## Trasporti su rotaia

### Reti ferroviarie
In totale: 166 km (dati 2005)
- Scartamento ridotto
  - 1000 mm: 86 km
- Scartamento normale
  - 1435 mm: 80 km
- Gestore nazionale: Surinam Government Railway

### Reti metropolitane
Non esistono sistemi di metropolitana in Suriname.

### Reti tranviarie
Attualmente anche il servizio tranviario è assente in questa nazione.

## Trasporti su strada
In Suriname si guida tenendo la sinistra

### Rete stradale
In totale:  4.530 km (dati 1996)
- asfaltate: 1.178 km
- bianche:  3.352 km.

### Reti filoviarie
In Suriname non circolano filobus.

### Autolinee
Nella capitale del Suriname, Paramaribo, ed in altre zone abitate operano aziende
pubbliche e private che gestiscono i trasporti urbani, suburbani ed interurbani esercitati con autobus.

## Idrovie
La nazione dispone di 1.200 km di acque navigabili (dati 1996).

### Porti e scali
- Albina, Moengo, New Nickerie, Paramaribo, Paranam e Wageningen.

## Trasporti aerei

### Aeroporti
In totale: 46 (dati 1999)
a) con piste di rullaggio pavimentate: 5
- oltre 3047 m: 1
- da 2438 a 3047 m: 0
- da 1524 a 2437 m: 0
- da 914 a 1523 m: 1
- sotto 914 m: 3

b) con piste di rullaggio non pavimentate: 41
- oltre 3047 m: 0
- da 2438 a 3047 m: 0
- da 1524 a 2437 m: 1
- da 914 a 1523 m: 5
- sotto 914 m: 35.